# Янковеску, Константин
Константин Янковеску (рум. Constantin Iancovescu; 1862–1945, Бухарест, Королевство Румыния) — румынский политический, государственный и военный деятель, генерал-лейтенант (1918), начальник Генерального штаба румынской армии (1916), военный министр Королевства Румыния (1917 - 1918 ).

## Биография
Окончил Быстрицкую унтер-офицерскую школу.
Участник Первой мировой войны. Служил генеральным секретарём военного министерства с августа по сентябрь 1916 года. В ноябре 1916 года  стал начальником Генерального штаба румынской армии и командующим группой обороны Дуная, позже с декабря 1916 по 24 июля 1917 года — 3-го армейского корпуса.
С 20 июля 1917 по 5 марта 1918 года — военный министр Королевства Румыния. В 1918 году ему присвоено звание генерал-лейтенанта .
За отличия при командовании войсками в Битве при Бухаресте (1916) был награжден орденом Михая Храброго.